# Пьетюр Пьетюрссон
Пьетюр Пьетюрссон (исл. Pétur Pétursson; 3 октября 1808, Блёндюхлид — 15 мая 1891, Рейкьявик) — исландский прелат и политик, епископ Исландии с 1866 по 1889 год.

## Биография
Пьетюр Пьетюрссон родился 10 октября 1808 года в усадьбе Миклабайр в Блёндюхлид в семье священника Пьетюра Пьетюрссона (исл. Pétur Pétursson), который служил пробстом церковного округа в Видиведлир, и Тоуры Бриньоульфсдоуттир (исл. Þóra Brynjólfsdóttir), домохозяйка.
Пьетюр стал студентом Копенгагенского университета в 1828 году, где в 1834 году окончил богословский факультет и получил степень доктора богословия. Рукоположен летом того же года и и назначен приходским священником в Хельгафедль, что на Снайфедльснесе. Затем он какое-то время священником в Стадарстадюре, после чего получил должность пробста в церковном округе Снайфедльснеса. В 1847 году был назначен ректором первой исландской духовной семинарии. После того, как из-за болезни епископ Хельги Тордерсена ушёл на покой, Пьетюр был назначен новым епископом Исландии и рукоположен в епископы в 3 июня 1866 года Гансом Лассеном Мартенсеном, епископом Зеландским. Пьетюр занимал должность епископа Исландии в течение 23 лет и ушёл на покой 16 апреля 1889 года.
Епископ Пьетюр активно занимался политикой. Так с 1849 по 1887 год он был назначенным королём Дании членом исландского Альтинга и мэром Рейкьявика в 1849–1851 и 1855–1856 годах. Написал ряд богословских произведений. Избирался в 1851 году депутатом Национального собрания для выработки по новой конституции Исландии, был президент Объединённого собрания в 1879 году и председатель Верхней палаты Альтинга в 1875–1879 и 1883–1885 гг. Вице-спикер альтинга в 1859–1861 и 1867–1873 гг..
Рыцарь 1-го класса Ордена Данеброг (1852), затем в честь признания его заслуг королём Дании получил Командора, Командора 1-го класса и, затем, Большой крест Ордена Данеброг. В 1874 году получил Кавалера Ордена Святого Олафа.
Его первой женой была Анна Сигридюр Арадоуттир (исл. Anna Sigríður Aradóttir; род. 1810) из Флюгюмири, но она умерла в 1839 году после недолгого брака (с 17 ноября 1835 года). Его второй женой 28 августа 1841 стала Сигридюр Богадоуттир (исл. Sigríður Bogadóttir; род. 1810, ум. 1903) из Стабафедль. У них было шестеро детей — Анна Йенсина Елинборг (1842), Пьетюр (1845), Бойи Пьетюр (1846), Тоура (1848), Бойи (1849), Бриньоульвюр (1854).